# Banco Galicia
Banco Galicia es un banco privado argentino perteneciente al Grupo Financiero Galicia. Fue fundado en 1905 como Banco de Galicia y Buenos Aires, el banco se ha convertido en una de las entidades más importantes del país, brindando una amplia gama de servicios financieros a particulares, empresas y corporaciones. Sus acciones comenzaron a cotizar en la Bolsa de Comercio de Buenos Aires en 1907.

## Historia
Fue fundado el 6 de noviembre de 1905 con el nombre Banco de Galicia y Buenos Aires S.A., que inició sus actividades ese año, en la calle Reconquista 146, para la prestación de servicios financieros. Al final del año se habían depositado unos cuatro millones de pesos moneda nacional en más de 2.500 cuentas financieras.
El 3 de julio de 1907 las acciones del Banco comienzan a cotizar en la Bolsa de Comercio de Buenos Aires, contando tres sucursales en Buenos Aires y en 1910 se estableció una en Montevideo, Uruguay. En 1921 empezó a ofrecer depósitos a plazo fijo. En los años 1930 tuvo una caída, fruto de la Gran Depresión, recuperándose en la década siguiente.
Uno de los primeros presidentes del banco, en 1926, fue Manuel Escasany, un inmigrante catalán que estableció una cadena de relojerías y joyerías. Su hijo Eduardo, ingeniero, se convirtió en presidente del mismo en 1948 y permaneció allí hasta su muerte en 1972. Entre 1940-1950, invitó a dos de las familias más ricas de Argentina (los Braun Menéndez y los Ayerza) a convertirse en accionistas del banco. Los Braun Menéndez controlan la cadena de supermercados La Anónima y los Ayerza eran ganaderos. En 1948, Eduardo había sido acompañado en la vicepresidencia por Oscar Braun Menéndez y Hernán Ayerza. El nieto de Manuel, Eduardo José, fue el último Escasany en la presidencia del banco, ingresando en 1989 y retirándose en 2002 (aunque no perdió la mayoría accionaria). En 1982 intentó abrir una sucursal en Londres, Reino Unido, siendo el proceso interrumpido por la guerra de Malvinas.

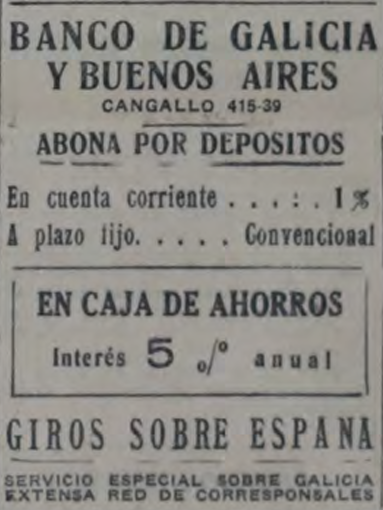
Publicidad del Banco Galicia en el diario La Vanguardia del 10 de julio de 1930.

Banco Galicia fue la primera entidad argentina en acudir a los mercados bursátiles de Europa y Estados Unidos a principios de la década de 1990. En 1993 realizó la oferta pública internacional de sus acciones en Estados Unidos y en Europa. Al año siguiente abrió una sucursal en la ciudad de Nueva York. Posteriormente, las acciones del Banco comenzaron a cotizar en el NASDAQ de los Estados Unidos, bajo la forma de American Depositary Shares (ADS).
En 1994 adquirió una octava participación en Correo Argentino S.A., y en 1996 estableció una compañía de seguros en conjunto con Hartford Life International Ltd. También adquirió Banco Sudecor Litoral S.A. y lo fusionó en sus operaciones en 1998.  en 2015 el banco y sus principales accionistas aparecerían en oos Papeles de Panamá (Panama Papers) son un conjunto de documentos filtrados del bufete de abogados panameño Mossack Fonseca, que revelaron la creación y uso de sociedades offshore por parte de numerosas figuras públicas y empresas en todo el mundo. Estas sociedades, ubicadas en paraísos fiscales como Panamá, se utilizaban para evadir impuestos y ocultar activos.

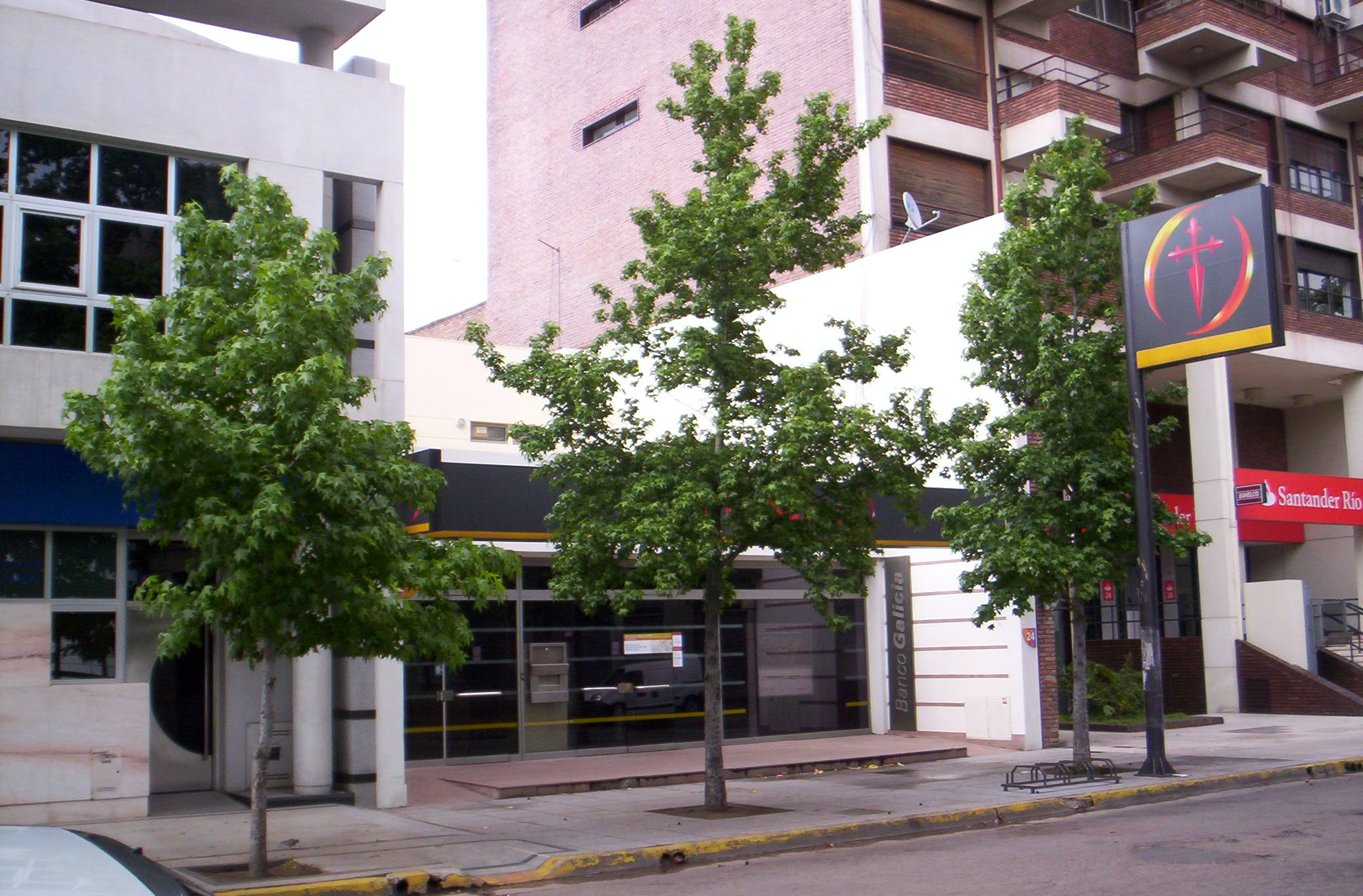
Sucursal en Junín, provincia de Buenos Aires.

Desde 1995, Banco Galicia se incorporó como accionista en la principal empresa emisora de tarjetas de crédito de la provincia de Córdoba, Tarjeta Naranja. Actualmente, el Banco mantiene sus inversiones en el rubro de las tarjetas de crédito a través de la firma Tarjetas Regionales S.A, que es una sociedad holding del sector financiero que nuclea a Naranja S.A, Naranja X, Cobranzas Regionales S.A, Procesadora Regional S.A y Ondara S.A (una firma dedicada a la transacción e inversión en bonos y otros títulos valores). Dicho holding, de acuerdo a datos remitidos a la Comisión Nacional de Valores, posee un patrimonio neto de más de 17.000 millones de pesos, lo que lo convierte en el holding financiero no bancario más importante de la República Argentina. En la actualidad, los propietarios de dicha firma son: en un 83% el Grupo Financiero Galicia, y en un 17% las familias Ruda y Asrin. 

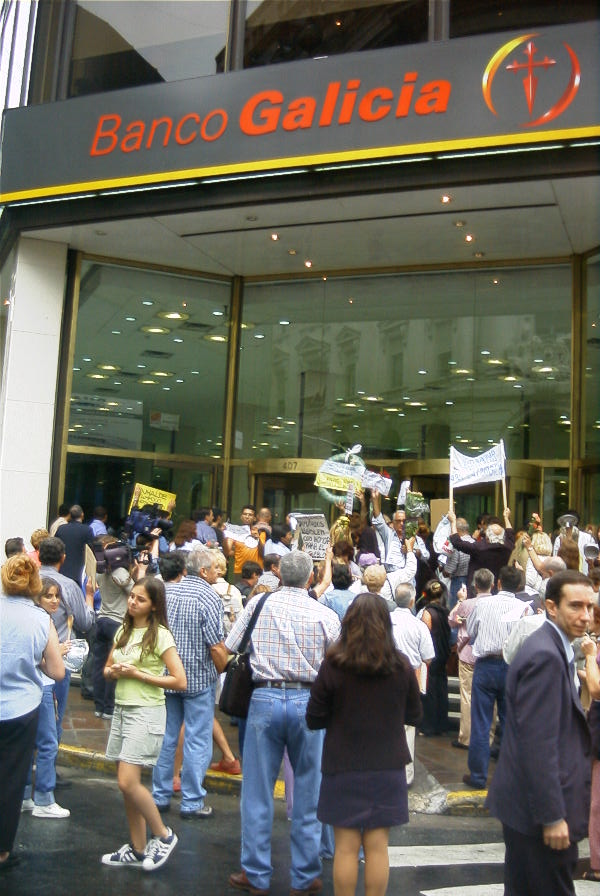
Manifestación contra el "corralito" en Buenos Aires, 2002.

El Banco Galicia tiene una subsidiaria en las Islas Caimán, más precisamente en George Town en la que durante la crisis económica y política de 2001, mientras se abandonó la paridad del peso argentio con el dólar, desencadenó -con otras entidades bancarias- una huida de capitales hacia los llamados paraísos fiscales.

En julio del mismo año Grupo Financiero Galicia se convirtió en el accionista controlante de Banco Galicia, con el 93,2% de su capital en ese momento. Actualmente, posee el 94,84% del capital del Banco.
En 2001 el fiscal Luis Moreno Ocampo llevó a cabo una investigación sobre irregularidades en el Banco, imputando al titular de la SIDE de Fernando de la Rúa, Fernando de Santibañes y su Ministro de Justicia Ricardo Gil Lavedra, por "tráfico de influencias" en beneficio de directivos del Banco Galicia en una causa judicial. Según Ocampo, el gobierno de De la Rúa, envió a un "emisario"  en nombre de Gil Lavedra que "operara" en la causa a favor de Eduardo Escasany, presidente del Galicia.
Al final de la crisis económica en Argentina de 1998-2002, fue una de las entidades bancarias más perjudicadas, debido a que era la entidad privada con mayor cantidad de títulos públicos nacionales y provinciales en cartera y por una salida de depósitos provocada por rumores sobre la solvencia del banco.
En junio de 2009, el banco (asociado al fondo de inversión Pegasus) compra el grupo asegurador estadounidense American International Group (AIG) del 100% de su negocio de financiamiento al consumo en Argentina, que comprende el 100% de las acciones de Compañía Financiera Argentina S.A. y de sus dos empresas vinculadas dedicadas a cobranzas y procesamiento.
Hacia marzo de 2016, el banco poseía 261 sucursales en territorio argentino.
En junio de 2025 culminó la fusión con Galicia Más (antes HSBC Argentina).